# Edílson
Edílson da Silva Ferreira (sinh ngày 17 tháng 9 năm 1971) là một cựu cầu thủ bóng đá Brasil chơi ở vị trí tiền đạo.
Biệt danh Capetinha, Edílson là một hộ công nổi tiếng với khả năng đi bóng, và có sự nghiệp thăng hoa nhất ở Palmeiras và Corinthians. Vào năm 1998, anh nhận giải Bola de Ouro dành cho cầu thủ xuất sắc nhất Campeonato Brasileiro Série A.
Ở cấp độ quốc tế, anh có 21 trận ra sân cho đội tuyển bóng đá quốc gia Brasil, ghi 6 bàn, và góp phần vào chức vô địch Giải vô địch bóng đá thế giới 2002.

## Thống kê sự nghiệp
| Đội tuyển bóng đá Brasil | Đội tuyển bóng đá Brasil | Đội tuyển bóng đá Brasil |
| Năm                      | Trận                     | Bàn                      |
| ------------------------ | ------------------------ | ------------------------ |
| 1993                     | 2                        | 0                        |
| 1994                     | 0                        | 0                        |
| 1995                     | 0                        | 0                        |
| 1996                     | 0                        | 0                        |
| 1997                     | 0                        | 0                        |
| 1998                     | 0                        | 0                        |
| 1999                     | 0                        | 0                        |
| 2000                     | 2                        | 0                        |
| 2001                     | 7                        | 4                        |
| 2002                     | 10                       | 2                        |
| Tổng cộng                | 21                       | 6                        |